# 애비 극장

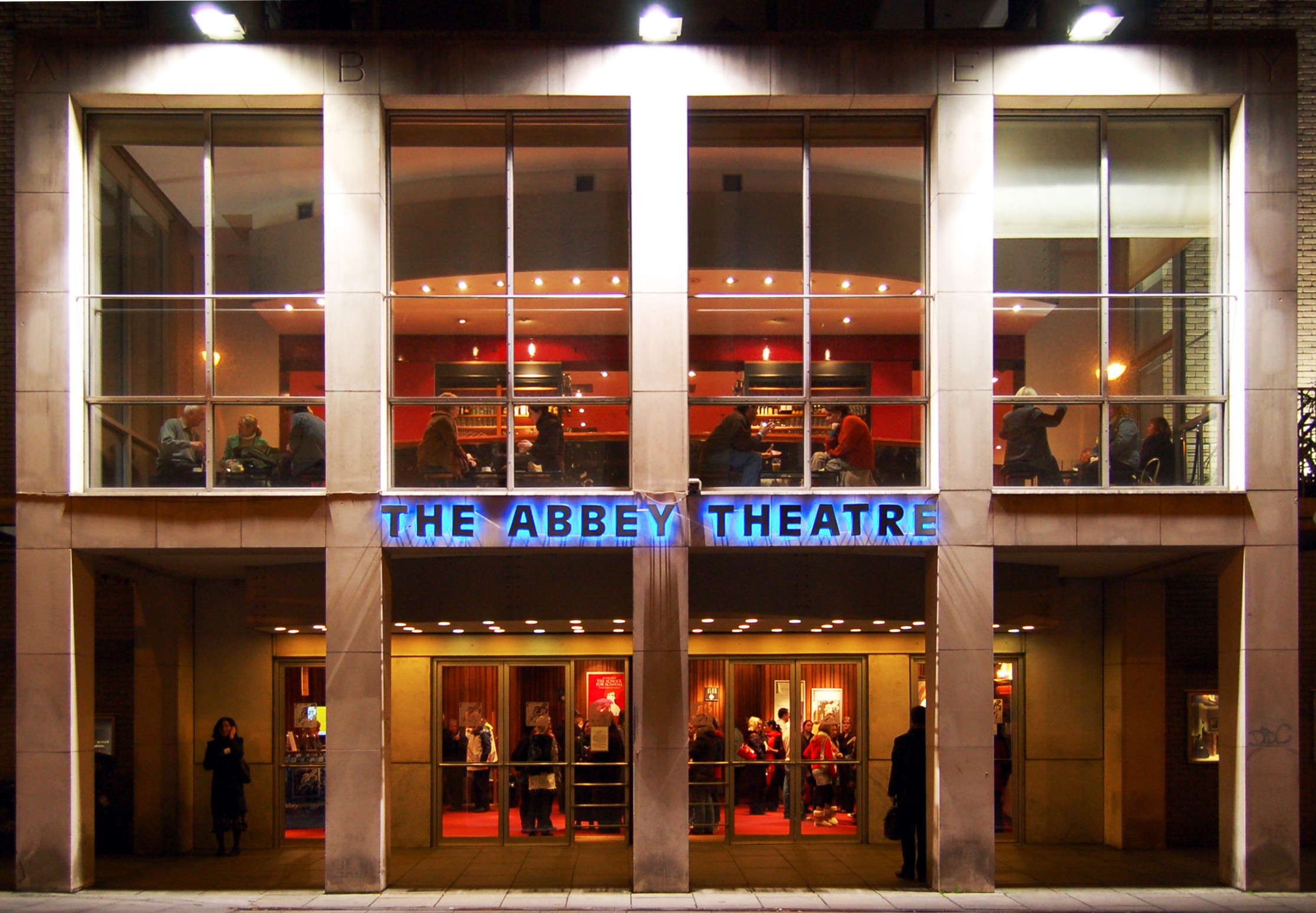
애비 극장

애비 극장(Abbey Theatre)은 아일랜드 더블린에 위치한 극장이다.